# كابتن سكارليت
كابتن سكارليت مسلسل خيال علمي ثلاثي الأبعاد بريطاني عرض لأول مره في 12 فبراير 2005 واستمر عرضه حتى 26 نوفمبر 2005 . تمت دبلجة المسلسل للغة العربية وعرض على قناة ام بي سي 3 .

## روابط خارجية
- New Captain Scarlet Official Website - via Internet Archive
- كابتن سكارليت على موقع IMDb (الإنجليزية)
- كابتن سكارليت على موقع روتن توميتوز (الإنجليزية)
- كابتن سكارليت على موقع كينوبويسك (الروسية)
- كابتن سكارليت على موقع قاعدة بيانات الفيلم (الإنجليزية)
- New Captain Scarlet at itv.com/citv
- New Captain Scarlet unofficial website